# Eduardo Livas Villarreal
Eduardo Livas Villarreal (Monterrey, Nuevo León, 21 de enero de 1911-ibídem, 11 de julio de 1991) fue un abogado y político mexicano que fue senador de la República y Gobernador del Estado de Nuevo León entre 1961 y 1967.

## Infancia y estudios
Nació en Monterrey, Nuevo León, el 21 de enero de 1911, siendo sus padres el destacado pedagogo Pablo Livas y la maestra Francisca Villarreal, y entre sus hermanos estaba el doctor Enrique C. Livas, quien posteriormente sería rector de la Universidad Autónoma de Nuevo León. Eduardo Livas realizó sus estudios de preparatoria en el Colegio Civil; ingresó a la Escuela de Derecho de Nuevo León, y se tituló como abogado en el año de 1933. Durante su vida estudiantil fue miembro integrante del Comité Organizador de la Universidad de Nuevo León.

## Carrera política
De 1933 a 1935 ejerció su profesión como agente del Ministerio Público. Ocupó diversos puestos en el gobierno estatal, hasta que, en 1939, fue nombrado secretario particular del gobernador Bonifacio Salinas Leal. En la administración del licenciado Arturo B. de la Garza (1943-1949), el licenciado Livas Villarreal se desempeñó como secretario general de gobierno.
Uno de los sectores del Partido Revolucionario Institucional - (PRI) lo postuló como precandidato para ocupar la gubernatura de la entidad en 1949; sin embargo, el otro precandidato —el doctor Ignacio Morones Prieto— resultó finalmente el contendiente oficial del PRI. El licenciado Livas Villarreal se convirtió en director del periódico El Porvenir y, posteriormente, fue elegido Senador de la República también por ese mismo sector del Partido Revolucionario Institucional - (PRI) para el bienio 1958-1961.

## Gobernador del Estado
Eduardo Livas Villarreal fue el candidato del Partido Revolucionario Institucional - (PRI) en las elecciones para gobernador que se realizaron en julio de 1961. Tras haber triunfado en esos comicios, asumió el cargo el 4 de octubre.

### Gestión

#### Hacienda
En el aspecto hacendario, la gestión del licenciado Livas Villarreal al frente del gobierno se caracterizó por un manejo de las finanzas públicas.

#### Carreteras
En este periodo se construyó la carretera Monterrey-Congregación Colombia, siendo éste el primer paso para que Nuevo León contara con su propio tránsito fronterizo. La carretera Monterrey-Mina-Monclova se extendió hacia el sur, pavimentándose el tramo correspondiente hasta el municipio de Doctor Arroyo y luego hacia Matehuala, en los límites con el estado de San Luis Potosí.

#### Electricidad
En materia de electrificación, con el tendido de nuevas redes de distribución se logró dotar de energía eléctrica a 145 poblados.

#### Salud pública
Con respecto a la salud pública, los servicios asistenciales fueron incrementándose cada año, al grado de aumentar al doble entre 1965 y 1966; se intensificaron las campañas para combatir el paludismo —de manera particular en el municipio de Guadalupe— y se instalaron cuatro centros de salud en otros tantos municipios del Estado.

#### Agua potable
Con el fin de garantizar y aumentar el abastecimiento de agua potable para los neoleoneses, el gobierno del licenciado Livas Villarreal invirtió durante todo el sexenio alrededor de 62 millones de pesos, la mayor parte en la planta potabilizadora conocida como La Boca (Rodrigo Gómez).
Otras obras que recibieron recursos, aunque en menor cuantía, fueron la Cola de Caballo, la Huasteca y el tanque de la Loma Larga. 
Las redes de distribución de agua potable crecieron de 615.5 kilómetros en 1962, a 782.8 en 1965 de lo que ahora es Agua y Drenaje.

#### Construcción de caminos
La construcción de caminos vecinales recibió un importante apoyo gracias al Programa Extraordinario de Cooperación Bipartita, instrumentado a través de un convenio en el que participaron el gobierno del Estado y la Secretaría de Obras Públicas.

#### Agricultura
Durante los años de gestión del licenciado Livas Villarreal, las condiciones climáticas fueron más benévolas y propicias para la agricultura; inclusive, en 1966 las lluvias fueron muy frecuentes. Se otorgaron facilidades a los campesinos para la adquisición de semillas de maíz y frijol; se autorizaron —a través de 21 resoluciones— ampliaciones y dotaciones de tierras ejidales; se realizaron obras de irrigación en cuatro municipios del Estado, y se impulsó un plan citrícola con el objeto de diversificar la producción del campo neoleonés. Mediante este plan, el gobierno estatal otorgó diversos financiamientos; introdujo en seis años 746 mil árboles injertados, y proporcionó amplia asistencia técnica para la industrialización del producto; con ello benefició a más de dos mil ejidatarios, distribuidos en mil 338 ejidos de los municipios de Linares, Hualahuises, Montemorelos, General Terán, Allende, Cadereyta Jiménez y Villa de Santiago.

#### Ganadería
Para apoyar la ganadería, se otorgaron diversos subsidios a los ganaderos de la entidad; se estimuló la creación de praderas artificiales, y se distribuyeron casi cinco toneladas de semilla de zacate buffel.

#### Educación
La importancia que el licenciado Livas Villarreal dio a la educación se puede ver reflejada en el hecho de que, a lo largo de los seis años que duró su gobierno, se ototrgó al rubro, en promedio, un 51 por ciento del presupuesto total (en el año de 1967 se destinaron a la educación alrededor de 400 millones de pesos, de un presupuesto total de 874 y medio millones). Una parte considerable de los esfuerzos que el gobierno estatal realizó en materia educativa se concentraron en apoyar el Plan Nacional de Alfabetización, que en Nuevo León obtuvo destacados logros. La Ciudad Universitaria —iniciada en 1950 e impulsada con gran energía por la anterior administración— contó con nuevos edificios; además, en 1966 se creó la Preparatoria Técnica Nocturna, como parte de la Escuela Industrial Álvaro Obregón.

#### Conflictos
Ahora bien, bajo la administración de Livas Villarreal se dieron algunos conflictos políticos; el más importante acaeció el 2 de febrero de 1962, cuando diversos organismos empresariales y de otros sectores radicados en Monterrey encabezaron una multitudinaria manifestación —en toda la República— de los libros de texto gratuitos. El asunto fue resuelto satisfactoriamente por el gobernador, quien señaló en su informe de labores de ese año que:

"Tras las diferencias de criterio que se suscitaron bruscamente, y en un plan de altura, serenidad y con apego a las formas democráticas, los libros de texto gratuito quedaron como parte integral de la enseñanza en la entidad".

#### Plan Regulador de Monterrey
Aunque en la práctica no llegó a aplicarse, otro aspecto significativo de esta administración fue el Plan Regulador de Monterrey, primer estudio técnico profundo con el objeto de ordenar el crecimiento de la capital neoleonesa hasta el año 2000, puesto que para 1966 la urbe regiomontana se estaba ya fusionando con los municipios de Garza García, Guadalupe y San Nicolás, y amenazaba al municipio de Santa Catarina.

#### Nuevo Palacio Municipal
Finalmente, cabe destacar que bajo el gobierno del licenciado Livas Villarreal, se contrataron empresas para construir un nuevo Palacio Municipal en Monterrey, al lado sur de la Plaza Zaragoza, con lo que el antiguo edificio quedó disponible para convertirse en museo.

## Fallecimiento
El licenciado Livas Villarreal falleció el 11 de julio de 1991, en Monterrey, a la edad de 80 años.